# ميهايل كوغالنيتشيانو
ميهايل كوغالنيتشيانو هي قرية تقع في إقليم كونستانتا في رومانيا.

## السكان
حسب إحصائيات 2002 بلغ عدد سكان القرية 339 نسمة.